# Волудринці (зупинний пункт)
Волудринці — пасажирський залізничний зупинний пункт Жмеринської дирекції Південно-Західної залізниці розташований на одноколійній, неелектрифікованій лінії Гречани — Ярмолинці.
Розташований біля с. Волудринці Ярмолинецького району між станціями Скібнево та Ярмолинці.
На зупинному пункті зупиняються приміські поїзди.